# Liste der geschützten Landschaftsbestandteile in Amberg
In Amberg gab es im März 2024 insgesamt 8 ausgewiesene geschützte Landschaftsbestandteile.

## Geschützte Landschaftsbestandteile
| Am Erzberg                                      | BW | LB-00626 | Amberg                   | ⊙ | 16,8 | 22. Dez. 1998 |
| Bodensaurer Kiefern-Eichen-Mischwald am Wagrain | BW | LB-00622 | Amberg                   | ⊙ | 11,7 | 20. Mai 1994  |
| Bruckmüller-Weiher                              | BW | LB-00621 | Amberg                   | ⊙ | 1,07 | 14. Dez. 1998 |
| Grünbestand im Osten von Speckmannshof          | BW | LB-00619 | Amberg Zwei Teilflächen: | ⊙ | 0,33 | 26. Juli 1989 |
| Hangleitenwald an der Pfaffenleite              | BW | LB-00629 | Amberg                   | ⊙ | 1,74 | 19. Dez. 2000 |
| Magerrasen-Heckenkomplex "Auf der Ruite"        | BW | LB-00009 | Amberg                   | ⊙ | 3,45 | 26. Juni 1999 |
| Streuwiese am Langangerweg                      | BW | LB-00627 | Amberg                   | ⊙ | 0,50 | 21. Dez. 1999 |
| Wachtelgraben                                   | BW | LB-00620 | Amberg                   | ⊙ | 3,57 | 22. Dez. 1983 |
| Legende für Geschützter Landschaftsbestandteil  |    |          |                          |   |      |               |